# Fridrik VIII. Danski
Fridrik VIII. (Kopenhagen, 3. lipnja 1843. – Hamburg, 14. svibnja 1912.), danski kralj od 1906. do 1912. godine iz dinastije Schleswig-Holstein-Sonderburg-Glücksburg.
Tijekom duge vladavine svoga oca, kralja Kristijana IX. (1863. – 1906.) nije bio uključen u političke poslove. Sudjelovao je u dansko-njemačkom ratu u kojem je Danska izgubila vojvodine Schleswig, Holstein i Lauenburg.
Kao kralj osnovao je komisiju koja je trebala donijeti zakon o autonomiji Islanda, ali cilj nije bio ostvaren.
Oženio se princezom Lujzom od Švedske (1851. – 1926.) s kojom je imao osmero djece:
- Kristijan X. (1870. – 1947.) - prijestolonasljednik i danski kralj (1912. – 1947.)
- Haakon VII. (1872. – 1957.) - danski princ i norveški kralj (1905. – 1957.)
- Louise od Schaumburg-Lippe (1875. – 1906.) - princeza; udala se 1896. godine za princa Fridrika od Schaumburg-Lippe
- Harald (1876. – 1949.) - danski princ; general bojnik
- Ingeborg od Västergötlanda (1878. – 1958.) - princeza; udala se 1897. godine za princa Karla, vojvodu od od Västergötlanda
- Thyra (1880. – 1945.) - danska princeza; nije se udavala i nije imala djece
- Gustav (1887. – 1944.) - danski princ; nije se ženio i nije imao djece
- Dagmar (1890. – 1961.) - princeza; udala se 1922. godine za Jørgena Castenskjolda

## Vanjske poveznice
- Fridrik VIII., danski kralj - Britannica Online (engl.)

| Prethodnik Kristijan IX. | danski kralj (1906. - 1912.) | Nasljednik Kristijan X. |